# Bout de Zan s'amuse
Bout de Zan s'amuse és una pel·lícula muda francesa escrita i dirigida per Louis Feuillade i estrenada el 19 de desembre de 1913.
Aquesta pel·lícula forma part de la sèrie Bout de Zan.

## Trama
Els adults han organitzat una vetllada junts mentre els nens es posen abrics i barrets i es fan passar per adults.

## Repartiment
- René Poyen : Bout de Zan
- Renée Carl